# Federação dos Vinicultores do Centro e Sul de Portugal
A Federação dos Vinicultores do Centro e Sul de Portugal foi uma organização corporativa do Estado Novo, criada pelo Decreto-Lei n.º 23 231, de 17 de Novembro de 1933, destinada às entidades patronais e do capital e dotada de grandes meios de acção e crédito para poder retirar do mercado os excessos de produção de vinho nas regiões do centro e sul de Portugal e armazená-los para anos de escassez. O organismo, criado no âmbito das políticas neo-fisiocráticas que dominavam a acção da Ditadura Nacional e do nascente Estado Novo no campo agrário, visava substituir a especulação mercantil e a concorrência por um regime normalizado de preços que protegesse os grandes produtores vinícolas das regiões de latifúndio das incertezas do mercado dos vinhos.
Em 1937 a Federação dos Vinicultores do Centro e Sul de Portugal foi transformada, pelo Decreto-Lei n.º 27 977, de 19 de Agosto de 1937, em Junta Nacional do Vinho, organismo de coordenação económica ao qual foi dado um âmbito mais alargado de actuação na política de produção e comércio dos produtos vínicos. Esse organismo viria a dar origem ao actual Instituto da Vinha e do Vinho (IVV).

## Dirigentes
Apesar de ter tido uma existência efémera enquanto organismo autónomo (1933-1937), embora prolongando-se até à actualidade pela JNV e pelo IVV, pela administração da Federação passaram algumas das personalidade marcantes do Estado Novo, incluindo três futuros ministros da Economia e dois ministros da Agricultura. Foram dirigentes da Federação as seguintes personalidades:
- Mandato 1933-1935
  - Presidente: Mário Galrão (1933-1935)
  - Vogal Efectivo: Artur Augusto de Figueiroa Rego (1933-1935)
  - Vogal Efectivo: Rafael da Silva Neves Duque (1936-1937)
  - Delegado do Governo junto da FVCSP: José Garcês Pereira Caldas (1933-1936)
- Mandato 1935-1937:
  - Presidente Interino: António Júlio de Castro Fernandes (1935-1937)
  - Vogal Efectivo: António Júlio de Castro Fernandes (1935-1937)
  - Vogal Efectivo: Albano Homem de Melo (1935-1937)
  - Delegado do Governo junto da FVCSP: Clotário Luís Supico Pinto (1936-1937)